# Eólico (mitologia)
Na mitologia grega, Eólico (Em grego antigo: Οἰολύκος/Oíolúkos) é o filho do herói tebano Teras e neto do rei Autesião. Seu filho, chamado Egeu, foi o fundador mítico dos Égidas, uma das tribos espartanas mais importantes.
Teras teve, pelo menos, dois filhos, o mais velho, Samos e Eólico.
Segundo Heródoto, Eólico não era seu nome de nascimento. Quando Teras decidiu abandonar Esparta, seu filho se negou a embarcar com ele. Teras disse a ele que o deixaria como uma ovelha entre lobos, por isso foi chamado Eólico. Neste contexto, segundo Carlos Schrader: "a inserção destas palavras por parte de Heródoto parecem fora de lugar, já que o jovem não tinha nada a temer dos lacedemônios"; e acrescente que "Heródoto com estas palavras procura justificar o apelido do filho de Teras, posto que Eólico significa 'ovelha-lobo'". De acordo com Nicolas Fréret, a partida de Teras ocorreu 155 anos depois da captura de Troia, e 60 anos depois da invasão dos Heráclidas. Samos foi com Teras para a ilha que passou a ser chamada de Tera, e teve dois filhos.
Eólico foi o pai de Egeu, e este teve três netos, que construíram a Heroa, templo em honra de seus ancestrais.